# Thomas Weissbecker
Thomas Weissbecker o "Tommy" (Friburgo de Brisgovia, 24 de febrero de 1949 — 2 de marzo de 1972) fue un terrorista alemán de la segunda generación de la Fracción del Ejército Rojo o Banda Baader Meinhof.

## Juventud
Thomas 'Tommy' Weissbecker era descendiente de una familia judía. Su padre, Ludwig Weissbecker había estado en el campo de concentración de Buchenwald, su abuelo Louis había estado en los Campos de concentración de Auschwitz y Mauthausen, el hermano de su abuelo murió en el Holocausto. En ese entorno, Thomas creció con una fuerte oposición al militarismo y a las ideas nacionalistas de derecha.  
Thomas y sus hermanos se mudaron a Karlsruhe en 1958, y luego a la ciudad de Kiel (1962). A partir de 1967, se afilió al Centro Socialista Independiente de Acción Estudiantil donde adquirió ideas de izquierda haciéndose más activo en las protestas estudiantiles de la época.

## Camino al terrorismo
En 1969,  viaja a Jordania invitado por el gobierno de dicho país junto a Ingrid Siepmann, George von Rauch y otros, a realizar cursos de entrenamiento en Táctica de Guerrilla Urbana, manejo de Armas automàticas, explosivos, sabotaje, etc., en un campo de entrenamiento de Fatah, lugar donde convergían guerrilleros alemanes, miembros de la resistencia italiana y terroristas musulmanes. Al regresar a Alemania, se relacionó con Horst Mahler y se hizo un miembro menor de la banda Baader-Meinhof.  Estuvo vinculado a los grupos de anarquistas y con los "Tupamaros de Berlín Occidental", pero en julio de 1971, conoció a varios miembros de la RAF y junto con Angela Luther, expresó su interés y empezó a trabajar para la banda Baader Meinhof. 
En 1971, fue acusado pero absuelto por haber atacado a un periodista del Diario alemán "Springer".  Posteriormente, el 2 de marzo de 1972, Weissbecker, junto a Carmen Roll, fueron detenidos en la parte externa de un hotel en Augsburg. Weissbecker metió la mano en su bolsillo para extraer su cartera y documentos de identidad cuando fue tiroteado y muerto por la Policía, según alega el autor Stefan Aust.
El 12 de mayo de 1972, dos meses después de la muerte de Weissbecker, terroristas de la RAF colocaron una bomba en la Estación de Policía de Augsburg y en una Agencia de Investigación Criminal, en Múnich. La Fracción asumió la responsabilidad de los atentados en nombre del «Comando Tommy Weissbecker».
Su nombre fue expresamente mencionado como digno de agradecimiento y respeto en la declaración final de disolución de la Fracción del Ejército Rojo, datada en marzo de 1998 y recibida por varias agencias de prensa el 20 de abril de 1998.
En la actualidad, un colectivo socialista abrió una casa en Berlín donde dan resguardo a estudiantes y gente de humilde recursos, junto a conciertos y actos culturales, este centro se llama "Casa Thomas Weissbecker", ubicada en la Wilhelm Strasse 9, Berlín.